# Liste von Gefängnissen in den Niederlanden

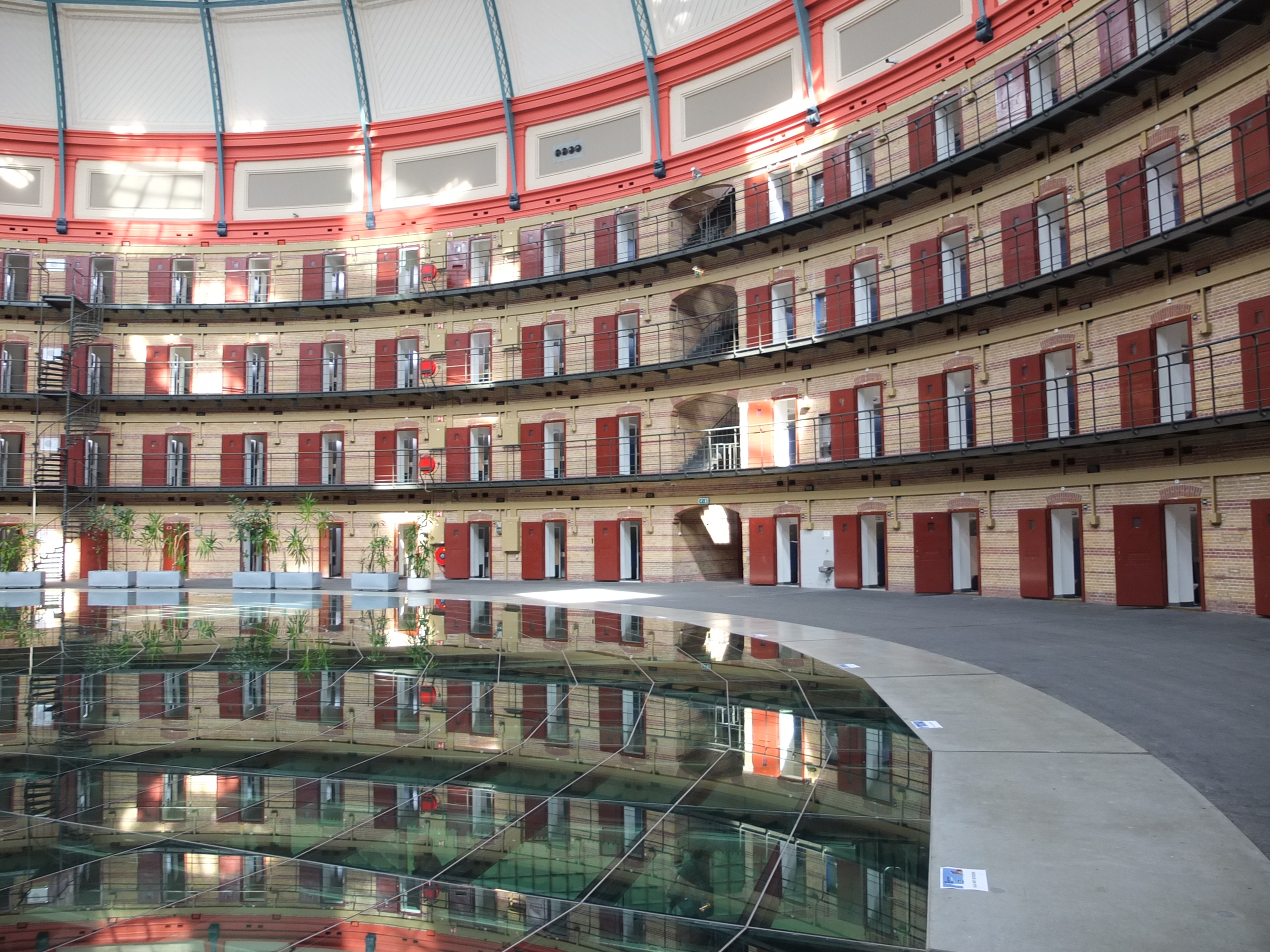
Das ehemalige Kuppelgefängnis Breda von innen

Zum Gefängniswesen der Niederlande zählen Justizvollzugsanstalten, die als Penitentiaire Inrichting bezeichnet werden. Pro Jahr sind 37.000 Neuaufnahmen zu bewältigen.

## Liste
Zu den Haftanstalten zählen:
| Bezeichnung                 | Ort                           | Bild |
| --------------------------- | ----------------------------- | ---- |
| PI Achterhoek               | Zutphen                       |      |
| PI Almelo                   | Almelo                        |      |
| PI Almere                   | Almere                        |      |
| PI Alphen aan den Rijn      | Alphen aan den Rijn           |      |
| PI Arnhem                   | Arnhem                        |      |
| PI Dordrecht                | Dordrecht                     |      |
| PI Grave                    | Grave                         |      |
| PI Haaglanden               | Zoetermeer/Scheveningen       |      |
| PI Heerhugowaard            | Heerhugowaard                 |      |
| PI Krimpen aan den IJssel   | Krimpen aan den IJssel        |      |
| PI Leeuwarden               | Leeuwarden                    |      |
| PI Lelystad                 | Lelystad                      |      |
| PI Middelburg               | Middelburg                    |      |
| PI Nieuwegein               | Utrecht (Nieuwegein)          |      |
| PI Rotterdam                | Rotterdam                     |      |
| PI Sittard                  | Sittard                       |      |
| PI Ter Apel                 | Ter Apel                      |      |
| PI Utrecht                  | Utrecht (Nieuwersluis)        |      |
| PI Veenhuizen               | Veenhuizen (Noordenveld)      |      |
| PI Vught                    | Vught                         |      |
| Justitieel Complex Zaanstad | Zaanstad                      |      |
| PI Zuid-Oost                | Roermond/Sevenum (Evertsoord) |      |
| PI Zwaag                    | Zwaag                         |      |
| PI Zwolle                   | Zwolle                        |      |